# East Keswick
Pour les articles homonymes, voir Keswick.

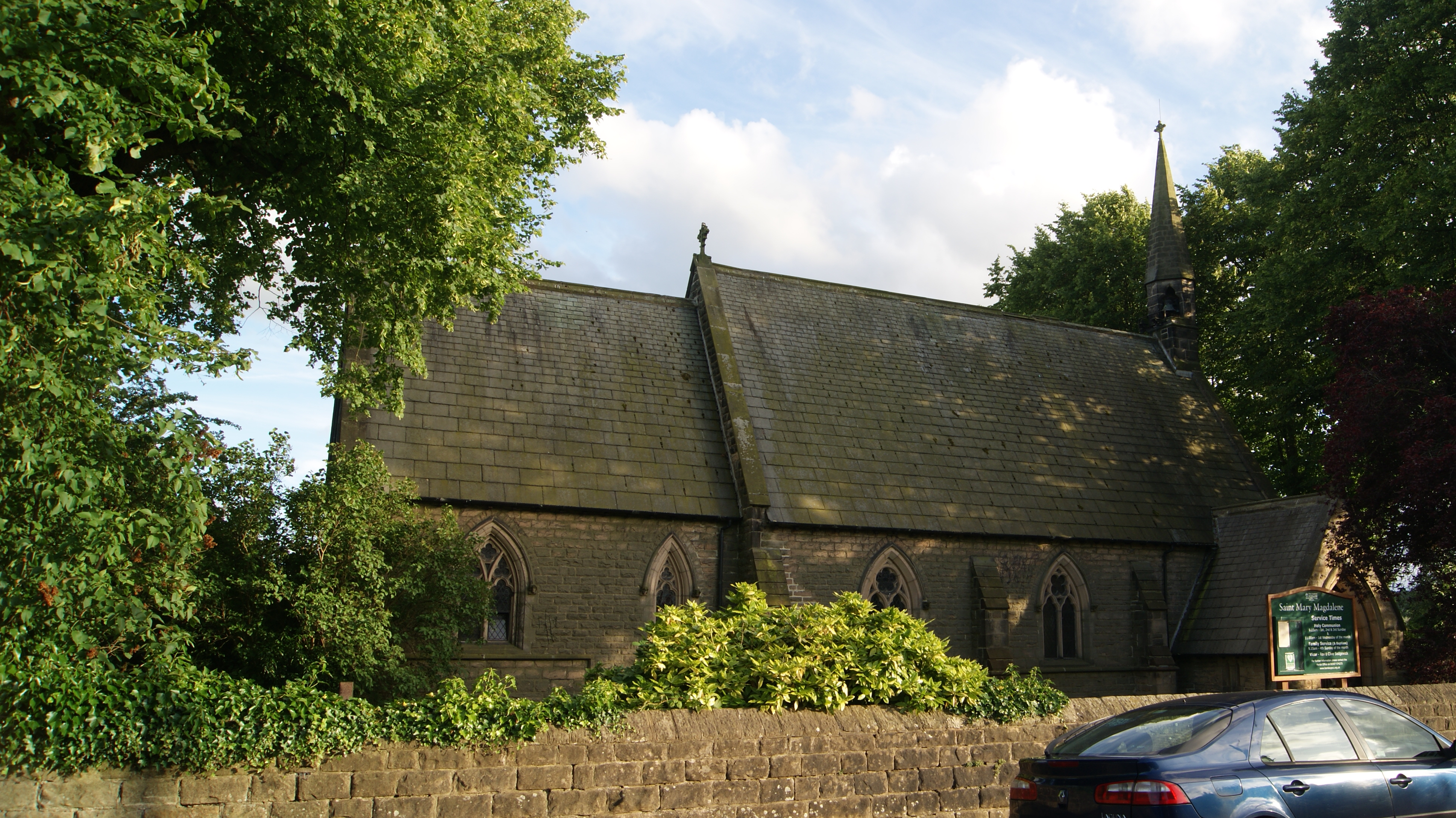
Eglise de Saint-Mary Magdalane

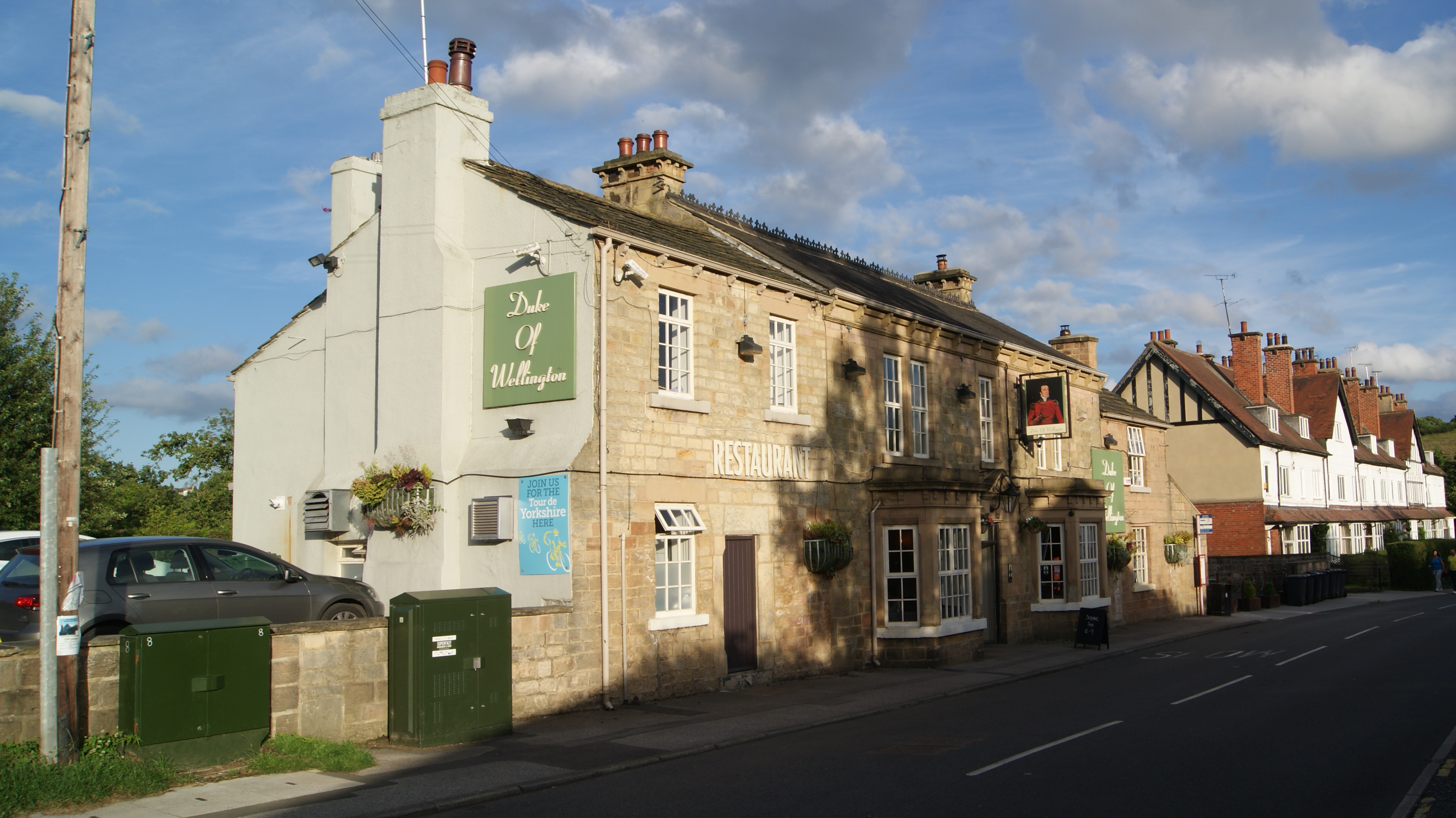
Duke of Wellington

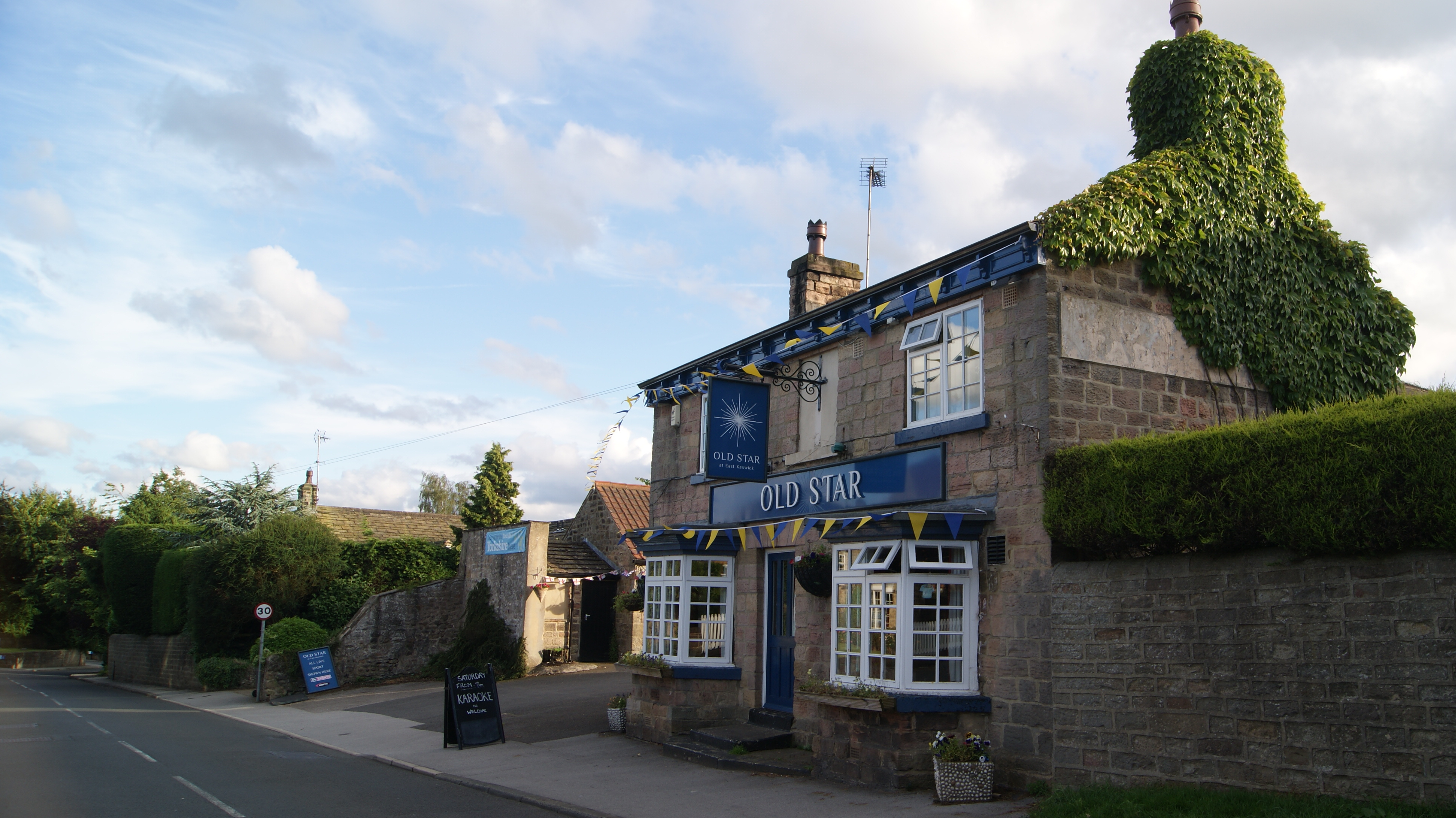
Old Star

East Keswick est un village du Yorkshire de l'Ouest, en Angleterre. Il est situé à près de Leeds et Wetherby.